# 알라스카케팔레
알라스카케팔레(Alaskacephale)는 후두류 공룡의 한 속으로 백악기 후기 샹파뉴절에서 마스트리흐트절 (8000만 년에서 6900만 년 전) 에 살았다.
알라스카케팔레는 2006년에 로버트 설리반이 명명했다. 속명은 알라스카에서 따온 것으로 알라스카케팔레의 화석은 알라스카의 프린스크릭층에서 발견되었다. 종명인 강글로피 (gangloffi)는 고생물학자인 롤랜드 갱글로프를 기리기 위한 것이다. A. gangloffi의 유일한 표본이자 완모식표본으로 지정된 것은 거의 완전한 왼쪽 인상골로 다각형 모양의 혹들이 특징적으로 자리잡고 있다. 뼈의 크기를 보면 A. gangloffi는 파키케팔로사우루스 위오밍엔시스의 절반, 프레노케팔레 프레네스의 3/4 정도 크기였으며 프레노케팔레 에드몬토넨시스 및 프레노케팔레 브레비스와는 거의 같은 크기였다.
표본은 갱글로프 외 2005년 논문에서 명명되지 않은 후두류, 아마도 파키케팔로사우루스일 것이라고 기재된 적이 있다. 갱글로프와 동료들은 해당 표본의 기존에 파키케팔로사우루스에서만 발견되었던 인상골과 방형골의 봉합선이 있는 것을 발견했다. 설리반의 2006년 논문에서는 이 "봉합선" 알라스카케팔레와 파키케팔로사우루스 모두에서 볼 수 있는 약한 부분이며 따라서 두 분류군을 하나로 볼 수 없다고 주장했다.